# Hadrosquilla
Hadrosquilla is een geslacht van kreeftachtigen uit de klasse van de Malacostraca (hogere kreeftachtigen).

## Soorten
- Hadrosquilla edgari Ahyong, 2001
- Hadrosquilla perpasta (Hale, 1924)